# Alice Greczyn
Alice Hannah Meiqui Greczyn (ur. 6 lutego 1986 w Walnut Creek) – amerykańska aktorka i modelka.

## Filmografia

### Filmy
| Rok  | Tytuł                | Rola            | Uwagi       |
| ---- | -------------------- | --------------- | ----------- |
| 2004 | Piżama party         | Linda           |             |
| 2004 | Gruby Albert         | Becky           |             |
| 2005 | Diukowie Hazzardu    | Laurie Pullman  |             |
| 2007 | Lęk                  | Holly           |             |
| 2007 | Investigating Love   | Natalie Bansali | krótkometr. |
| 2007 | Dom strachu          | Candice         |             |
| 2008 | An American in China | Kendra          |             |
| 2008 | Droga ucieczki       | Annabel Drake   |             |
| 2008 | Sekspedycja          | Mary            |             |
| 2011 | Ghost Perv           | Jennifer        | krótkometr. |
| 2014 | Stefano Formaggio    | Jasmine         | krótkometr. |

### Telewizja
| Rok       | Tytuł                         | Rola                  | Uwagi                   |
| --------- | ----------------------------- | --------------------- | ----------------------- |
| 2004–2005 | Pięcioraczki                  | Alayna Collins        | 6 odc.                  |
| 2004      | Filip z przyszłości           | Alice Da Luca         | 1 odc.                  |
| 2006      | Fuks                          | Frankie McMahon       | w gł. obsadzie; 13 odc. |
| 2007      | CSI: Kryminalne zagadki Miami | Holly Reese           | 1 odc.                  |
| 2007      | Pod osłoną nocy               | Sam                   | 1 odc.                  |
| 2007–2009 | Lincoln Heights               | Sage Lund / Marika    | 24 odc.                 |
| 2008–2009 | Privileged                    | Mandy                 | 7 odc.                  |
| 2011      | Za wszelką cenę               | Maeve Benson          | 3 odc.                  |
| 2011–2013 | The Lying Game                | Madeline "Mads" Rybak | w gł. obsadzie; 30 odc. |
| 2015      | Żar młodości                  | Emma Randall          | 11 odc.                 |
| 2017      | Mroczne zagadki Los Angeles   | Vanessa Blaine        | 2 odc.                  |
| 2019      | Trade Show Show               | Hostessa              | 1 odc.                  |